# گینه استوایی در المپیک
گینهٔ استوایی برای اولین بار در بازی‌های المپیک در سال ۱۹۸۴ شرکت کرد و از آن زمان به‌طور مداوم در هر دوره از بازی‌های المپیک تابستانی حضور داشته است. این کشور هرگز در بازی‌های المپیک زمستانی شرکت نکرده است.
تا سال ۲۰۲۴، هیچ ورزشکاری از گینهٔ استوایی مدال المپیک کسب نکرده است. معروف‌ترین ورزشکار المپیکی این کشور اریک موسامبانی است که به دلیل عملکرد بسیار کند خود در شنا در بازی‌های المپیک تابستانی ۲۰۰۰ به شهرت رسید.
کمیتهٔ ملی المپیک گینهٔ استوایی در سال ۱۹۸۰ تأسیس شد و در سال ۱۹۸۴ توسط کمیتهٔ بین‌المللی المپیک به رسمیت شناخته شد.

## جدول مدال‌ها

### مدال‌ها بر اساس بازی‌های تابستانی
| بازی‌ها | ورزشکاران    | طلا | نقره | برنز | مجموع | رتبه |
| ۱۹۸۴   | ۴            | ۰   | ۰    | ۰    | ۰     | –    |
| ۱۹۸۸   | ۶            | ۰   | ۰    | ۰    | ۰     | –    |
| ۱۹۹۲   | ۷            | ۰   | ۰    | ۰    | ۰     | –    |
| ۱۹۹۶   | ۵            | ۰   | ۰    | ۰    | ۰     | –    |
| ۲۰۰۰   | ۴            | ۰   | ۰    | ۰    | ۰     | –    |
| ۲۰۰۴   | ۲            | ۰   | ۰    | ۰    | ۰     | –    |
| ۲۰۰۸   | ۳            | ۰   | ۰    | ۰    | ۰     | –    |
| ۲۰۱۲   | ۲            | ۰   | ۰    | ۰    | ۰     | –    |
| ۲۰۱۶   | ۲            | ۰   | ۰    | ۰    | ۰     | –    |
| ۲۰۲۰   | ۳            | ۰   | ۰    | ۰    | ۰     | –    |
| ۲۰۲۴   | ۳            | ۰   | ۰    | ۰    | ۰     | –    |
| ۲۰۲۸   | رویداد آینده |     |      |      |       |      |
| ۲۰۳۲   | رویداد آینده |     |      |      |       |      |
| مجموع  | مجموع        | ۰   | ۰    | ۰    | ۰     | –    |